# Daniel Gluckstein
Daniel Gluckstein é dirigente do Partido Operário Independente, organização que se seguiu ao Partido dos Trabalhadores da França, da CCI - Corrente Comunista Internacionalista e da Quarta Internacional (1993). Nasceu em 3 de março de 1953. É professor de História. É o autor dos livro publicado no Brasil "Imperialismo Senil" - Edições O Trabalho, 1994.
Atualmente é Secretário Nacional do Partido dos Trabalhadores francês, coordenador do Acordo Internacional dos Trabalhadores e dos Povos (AcIT). Muitos de seus artigos podem ser lidos na Revista A Verdade, revista teórica da Quarta Internacional.

## Cronologia de sua vida
- 1968 - ingressa na Juventude Revolucionária Comunista.
- 1991 - eleito para ser o Secretario Geral do Partido dos Trabalhadores da França.
- 1997 - candidato nas eleições legislativas de Montreuil (Seine-Saint-Denis).
- 2002 - candidato à presidência da França.